# Русија у европском енергетском сектору
Русија има значајну улогу у европском енергетском сектору, као највећи извозник нафте и природног гаса у земље Европске уније (ЕУ). У 2007. ЕУ увози из Русије 185 милиона тона сирове нафте, што чини 32,6% укупног увоза нафте, и 100,7 милиона тона еквивалентне нафте природног гаса, што чини 38,7% укупног увоза гаса.
Транссибирски гасовод грађен 1982—1984. са западним финансијерима обезбиједио је совјетски гас на западном тржишту.
Руска државна компанија Газпром извози природни гас у Европу. Такође, контролише велики број зависних предузећа, укључујући и кључну инфраструктурну имовину. Осим тога, Газпром је имао заједничка улагања за изградњу гасовода и складиштења природног гаса у великом броју европских земаља. Трансњефт, руска државна компанија одговорна за националне гасоводе, је још једна важна руска компанија која снабдијева Европу гасом.

## Европски енергетски сектор
2007. године, 38,7% увоза природног гаса у ЕУ и 24,3% укупне потрошње природног гаса поријеклом су из Русије. Руски природни гас се испоручује у Европу преко 12 цјевовода, од којих су три директна (до Финске, Естоније и Летоније), четири кроз Бјелорусију (до Литваније и Пољске) и пет кроз Украјину (до Словачке, Румуније Мађарске и Пољске).
Највећи увозници руског гаса у ЕУ су Њемачка и Италија, заједно користе скоро пола гаса увезеног из РФ. Остали велики увозници у ЕУ (преко 5 милијарди кубних метара годишње) у Европској унији су Француска, Мађарска, Чешка, Пољска, Аустрија и Словачка. Највећи увозници, који нису чланови ЕУ, руског природног гаса су Украјина, Турска и Бјелорусија.
Према Европској комисији, учешће руског гаса у домаћој потрошњи чланица ЕУ 2007. године је био сљедећи:
- Естонија 100%
- Финска 100%
- Летонија 100%
- Литванија 100%
- Словачка 98%
- Бугарска 92%
- Чешка 77,6%
- Грчка 76%
- Мађарска 60%
- Словенија 52%
- Аустрија 49%
- Пољска 48,15%
- Немачка 36%
- Италија 27%
- Румунија 27%
- Француска 14%
- Белгија 5%

Употреба руског гаса у домаћој потрошњи у земљама не-чланицама ЕУ 2006. године:
- Северна Македонија 100%
- Белорусија 98%
- Србија,  Црна Гора 87%
- Украјина 66%
- Турска 64%
- Хрватска 37%
- Швајцарска 12%